# Balancán

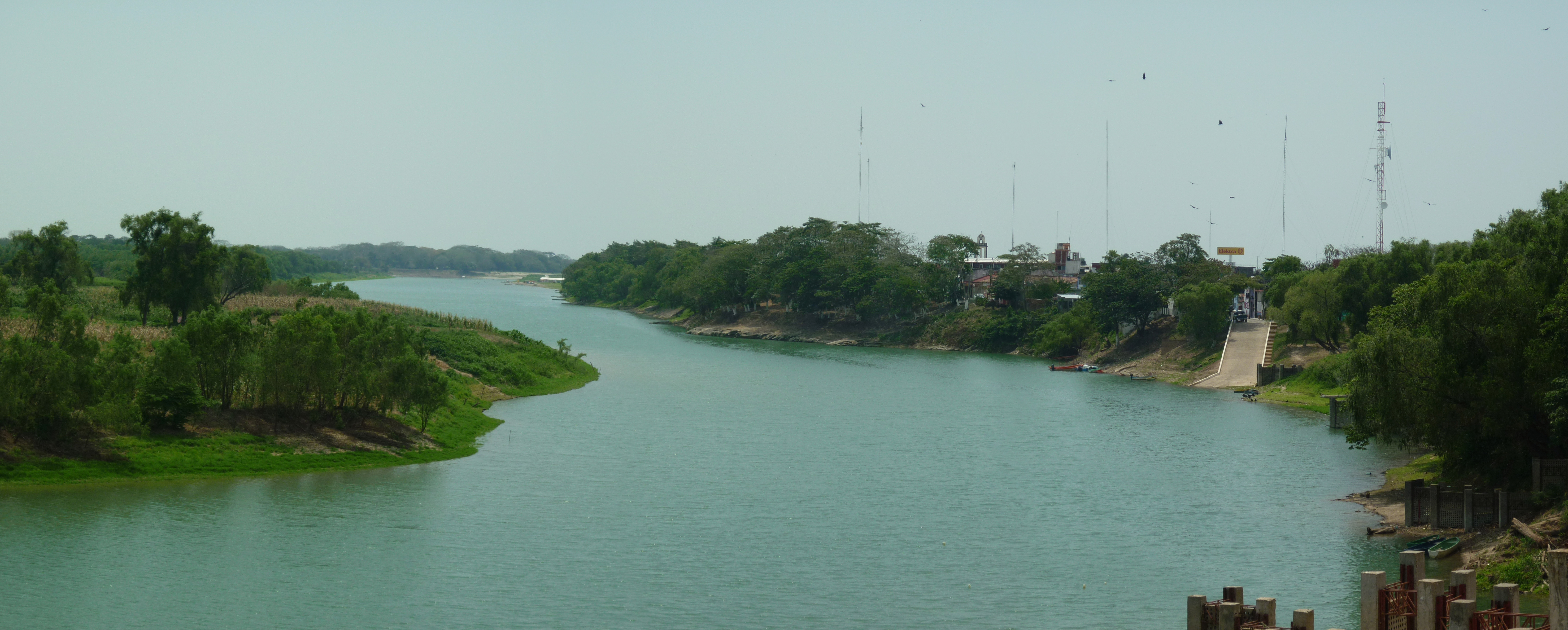
Jedna z odnóg rzeki Usumacinta w pobliżu Balancán

Balancán, Balancán de Domínguez – miasto w meksykańskim w stanie Tabasco, siedziba władz gminy Balancán. Miasto położone jest w odległości około 100 km od wybrzeża Zatoki Meksykańskiej u nasady Półwyspu Jukatan, na prawym brzegu rzeki Usumacinta. W 2005 roku ludność miasta liczyła 12 485 mieszkańców.